# 保母町
保母町（ほぼちょう）は愛知県岡崎市大平地区の町名。丁番を持たない単独町名であり、45の小字が設置されている。

## 地理
岡崎市の南東に位置する。町内北端に乙川が流れ、小美町との境界線になっている。

### 河川
- 乙川
- 鉢地川
- 立川

### 湖沼
- 大狭間池
- 北大狭間池

### 小字
| - 字新井（あらい） - 字伊賀山屋敷（いがやまやしき） - 字池ノ入（いけのいり） - 字稲荷下（いなりした） - 字宇頭（うとう） - 字馬不入（うまいらず） - 字大入（おおいり） - 字小沢連（おざわれん） - 字新巻（あらまき） - 字大狭間（おおはざみ） - 字鎌研（かまとぎ） - 字上越地（かみこしじ） - 字上平地（かみひらち） - 字上山ノ田（かみやまのだ） - 字河原田（かわらだ） | - 字木崩（きくずれ） - 字北大狭間（きたおおはざま） - 字北二百田（きたにひゃくだ） - 字九手（くて） - 字栗下（くりした） - 字坂ノ脇（さかのわき） - 字三反田（さんたんだ） - 字三ノ瀬（さんのせ） - 字下越地（しもこしじ） - 字下ノ野（しものの） - 字下平地（しもひらち） - 字下屋敷（しもやしき） - 字下山ノ田（しもやまのた） - 字神田（しんでん） - 字神星（しんせい） | - 字立川（たちかわ） - 字中ノ野（なかのの） - 字西ノ畑（にしのはた） - 字二ノ瀬（にのせ） - 字野田（のだ） - 字棘坪（ばらつぼ） - 字広瀬（ひろせ） - 字広田（ひろた） - 字坊ケ坂（ぼうがさか） - 字南大狭間（みなみおおはざま） - 字南二百田（みなみにひゃくだ） - 字宮下（みやした） - 字向井田（むかいだ） - 字薬研（やげん） - 字横山屋敷（よこやまやしき） |

## 世帯数と人口
2019年（令和元年）5月1日現在の世帯数と人口は以下の通りである。
| 町丁   | 世帯数  | 人口  |
| ------ | ------- | ----- |
| 保母町 | 342世帯 | 847人 |

### 人口の変遷
国勢調査による人口の推移
| 1995年（平成7年）  | 825人 | [ 5 ] |  |
| 2000年（平成12年） | 818人 | [ 6 ] |  |
| 2005年（平成17年） | 854人 | [ 7 ] |  |
| 2010年（平成22年） | 874人 | [ 8 ] |  |
| 2015年（平成27年） | 826人 | [ 9 ] |  |

## 小・中学校の学区
市立小・中学校に通う場合、学区は以下の通りとなる。
| 番・番地等 | 小学校             | 中学校             |
| ---------- | ------------------ | ------------------ |
| 全域       | 岡崎市立美合小学校 | 岡崎市立美川中学校 |

## 歴史

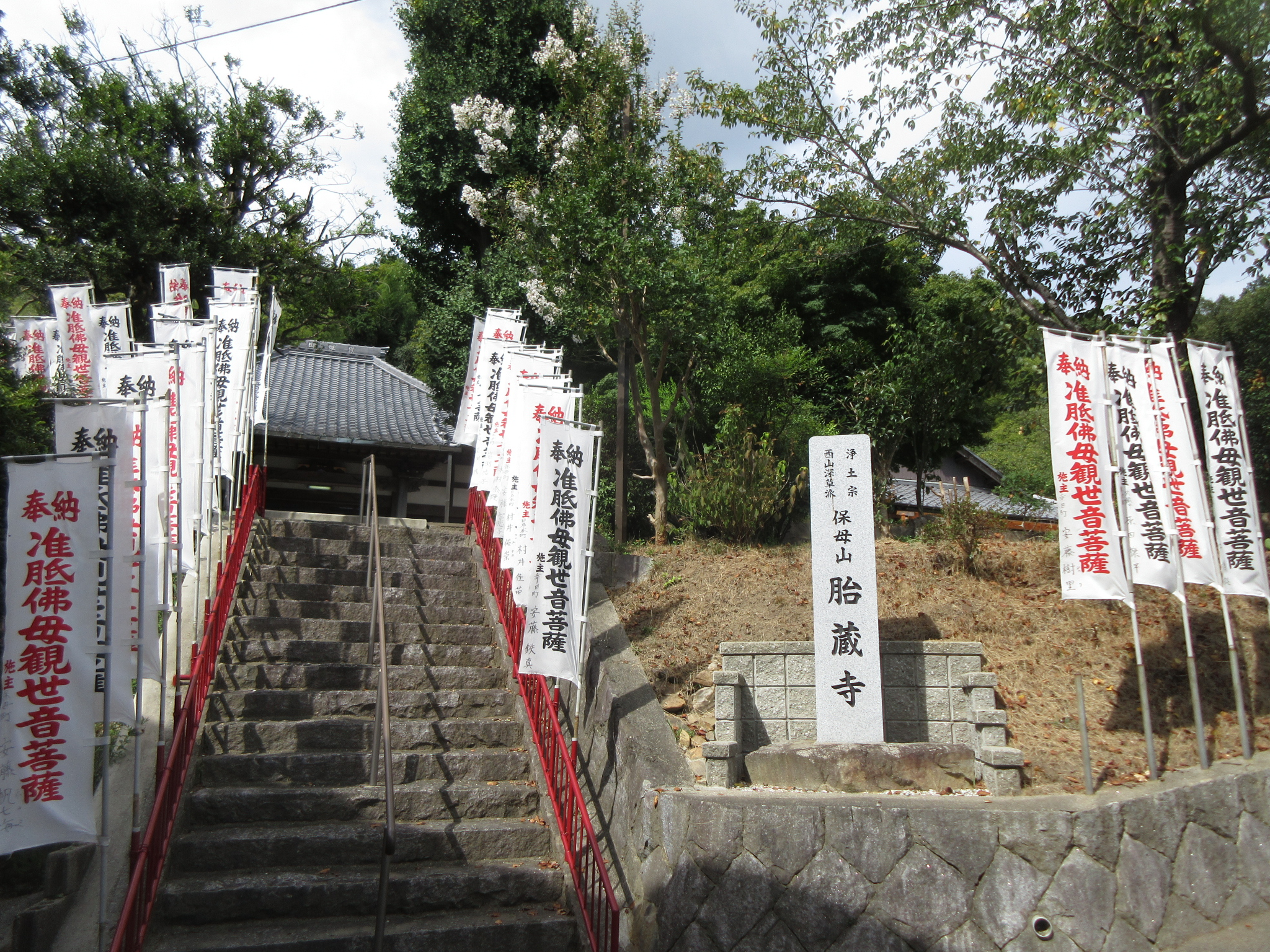
胎蔵寺

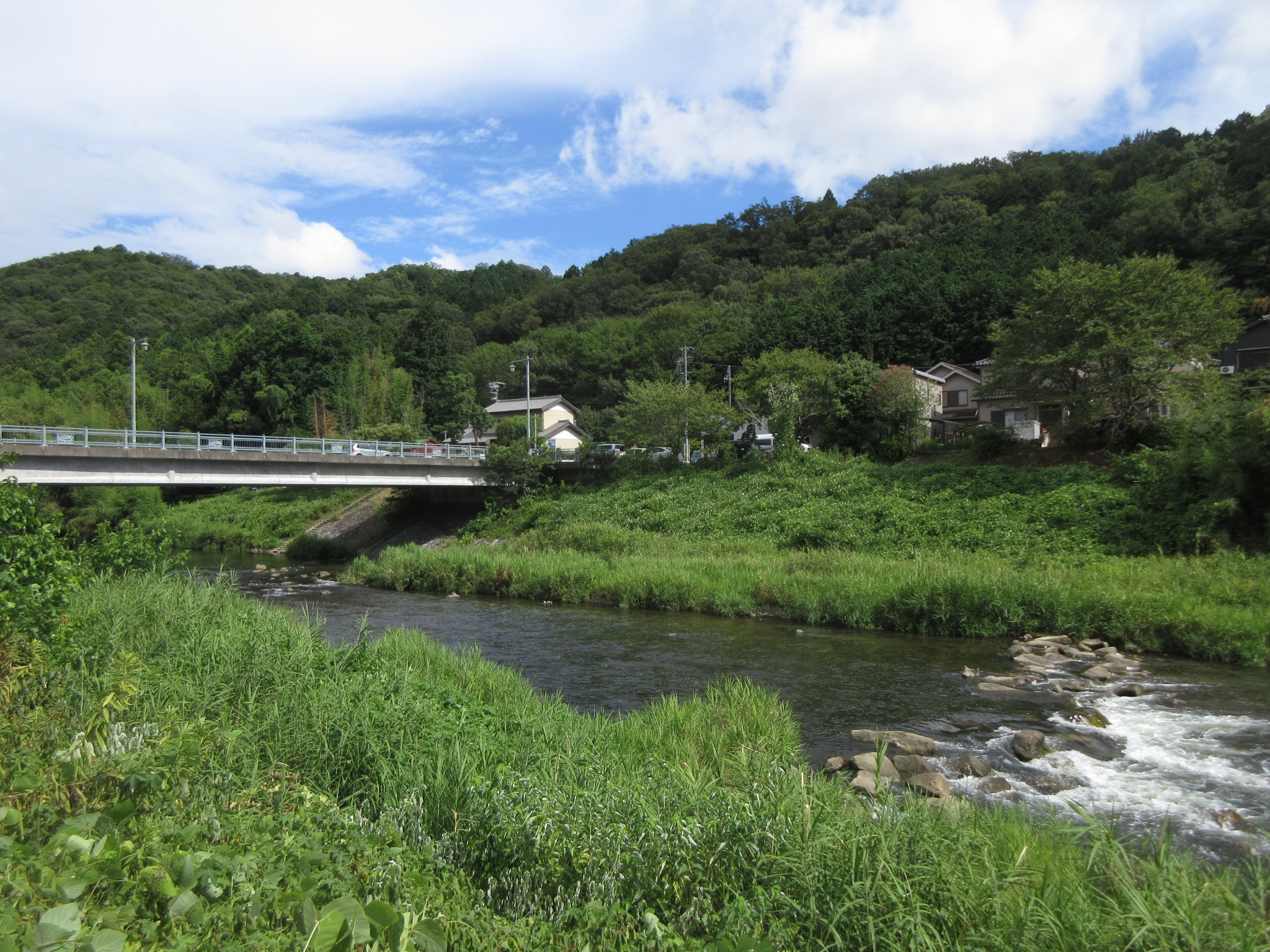
乙川

額田郡保母村を前身とする。

### 沿革
- 江戸時代 - 保母村は松平鎌蔵領（261石7斗1升6合）であった[11]。
- 明治22年（1889年）10月01日 - 町村制施行に伴い、和合村、岡村と合併し、保母村が美合村大字保母となる。
- 昭和03年（1928年）09月01日 - 岡崎市に編入し、同市保母町となる。

## 交通
道路
- 東名高速道路
  - 美合パーキングエリア上り線
- 愛知県道324号生平幸田線
- 保母道

## 施設
- 胎蔵寺
- 姫ヶ城跡

## その他

### 日本郵便
- 郵便番号 : 444-0004[3]（集配局：岡崎郵便局[12]）。

## 参考資料
- 「角川日本地名大辞典」編纂委員会 編『角川日本地名大辞典 23 愛知県』角川書店、1989年3月8日。ISBN 4-04-001230-5。
- 有限会社平凡社地方資料センター 編『日本歴史地名体系第23巻 愛知県の地名』平凡社、1981年。ISBN 4-582-49023-9。